# Juliana Berners
Juliana Berners, Ordre de Sant Benet, (o Barnes o Bernes) (nascuda el 1388), escriptora anglesa en heràldica, falconeria i caça, es diu que va ser priora de la Priorat de Santa Maria de Sopwell, a prop de St Albans a Hertfordshire.

## Vida i obra
Probablement es va criar en un ambient cortesà, i després d'adoptar la vida monàstica, encara va conservar el seu amor per la falconeria, la caça i la pesca, i la seva passió pels esports de camp. Se la suposa autor de l'obra coneguda com a The Boke of Saint Albans, de la qual es va imprimir la primera i rara edició l'any 1486 per un desconegut mestre d'escola a Sant Albans. No té cap títol a la portada. L'única pista que disposem de l'autoria d'aquest tractat, i l'única prova documentals de la seva autoria, és un reconeixement a la fi de l'original del 1486 en què es llegeix: "El seu nom va ser canviat per Wynkyn de Worde a "Dame Julyans Barnes".No hi ha cap persona que es trob en l'arbre genealògic de la família Berners, però hi ha un buit en els registres de la prioral de Sopwell entre el 1430 i el 1480. L'edició de De Worde (fol. 1496), també sense títol a la portada comença: "This present boke shewyth the manere de hawkynge and huntynge:and also of diuysynge of Cote armours. It shewyth also a good matere belongynge to horses: wyth other comendable treatyses. And ferdermore of the blasynge of armys: as hereafter it maye appere." Aquesta edició va ser adornada amb tres xilografies, i va incloure un Treatyse de fysshynge wyth an Angle, no incorporada en l'edició de St Albans .
Joseph Haslewood, que va publicar un facsímil de l'edició de Wynkyn de Worde (Londres, 1811, foli) amb una nota biogràfica i bibliogràfica, va examinar amb cura les reclamacions per representar aquesta autora com la primera escriptora en la llengua anglesa. Li va atribuir poc mes que el Boke excepte part del tractat de falconeria i la secció sobre caça. Es fa constar expressament al final del Blasynge of Armys que la secció era "translatyd and compylyt," i probablement és possible que traduís altres tractats, probablement del francès.[2]
Només es coneixen tres còpies completes de la primera edició. Un facsímil, titulat The Boke of Saint Albans, amb una introducció de William Blades, apareguda el 1881. Durant el segle xvi, l'obra va ser molt popular, i fou reimpresa moltes vegades. El 1595 va ser editada per Gervase Markham com a Gentelman's Academie.[2]
El tractat sobre pesca, que va ser afegit en l'edició de 1496 amb impressió de Wynkyn de Worde, probablement amb menys participació que en els textos originals de Juliana Barnes, fou el primer text conegut sobre pesca de mosca. Més de 150 anys més tard, va influenciar en Izaak Walton, un altre escriptor anglès, quan va escriure El Compleat Angler. Una versió més antiga del tractat de pesca va ser editada el 1883 per T. Satchell des d'un manuscrit posseït per Alfred Denison. Aquest tractat probablement fou datat sobre el 1450, i va constituir fundació d'aquella secció en el llibre de 1496.